# پارک شبه‌ملی یاتسوتاکه-چوشین کوگن
پارک شبه‌ملی یاتسوتاکه-چوشین کوگن (به لاتین: Yatsugatake-Chūshin Kōgen Quasi-National Park) یک پارک شبه‌ملی و منطقهٔ مسکونی در ژاپن است که در منطقه چوبو واقع شده‌است.